# Présidence de Mohamed Morsi
La présidence de Mohamed Morsi a commencé le 30 juin 2012 et s'est terminée le 3 juillet 2013, après un coup d'État militaire.
Mohamed Morsi est le cinquième président de la République arabe d'Égypte.
La présidence Morsi a dirigé deux gouvernements successifs, tous placés sous l'autorité du Premier ministre égyptien Hecham Qandil :
1. Le gouvernement Hecham Qandil I.
2. Le gouvernement Hecham Qandil II.

## Contexte
En février 2011, le président Hosni Moubarak quitte le pouvoir à la suite de 18 jours de manifestations intensives, mettant ainsi fin à ses 29 ans de règne sur l'Égypte. L'armée s'empare alors des pouvoirs législatif et exécutif. Le mois suivant, les Égyptiens valident par référendum une réforme de la Constitution qui prévoit une transition rapide vers un pouvoir civil élu. En novembre 2011, de nouvelles violences éclatent, faisant plusieurs morts et conduisant l'armée à accélérer le transfert du pouvoir.
Lors des élections législatives de 2011-2012, les islamistes remportent la majorité des sièges. 17 juin 2012, à l'issue du second tour, Mohamed Morsi remporte l'élection présidentielle et devient ainsi le premier président du pays élu au suffrage universel dans une élection libre avec 51,7 % des voix face à Ahmed Chafik, ancien Premier ministre de Moubarak,.
Le nouveau chef de l'État ne parvient pas à résoudre les problèmes que rencontre le pays et est vivement contesté, à la fin de l'année 2012, à la suite d'une déclaration constitutionnelle lui conférant la possibilité de légiférer par décret et d'annuler des décisions de justice en cours. Il fait ensuite adopter une modification de la Constitution qui, selon l'opposition, ouvre la voie à des interprétations rigoristes de l'islam et offre peu de garanties pour certaines libertés.
Un an après son arrivée au pouvoir, le président Morsi est massivement contesté par l'opposition qui regroupe diverses factions entre laïcs de gauche, anciens partisans du régime de Moubarak et des groupes révolutionnaires, dont notamment le groupe Tamarod (Rébellion) formé en avril 2013 qui lance une pétition exigeant le départ du président Morsi et obtient plus de 22 millions de signatures. Une partie de la population reproche à Mohamed Morsi une dérive dictatoriale et une politique menée dans le seul intérêt de son organisation, les Frères musulmans. Après des rassemblements massifs dans tout le pays, l'armée, dirigée par le général Abdelfatah Khalil al-Sisi, lance un ultimatum le 1er juillet 2013. Celui-ci est rejeté le lendemain par Mohamed Morsi qui défend sa légitimité en soulignant qu'il a été élu démocratiquement, avec 52 % des voix. Cependant, selon des observateurs, l'ultimatum a été lancé dès le mois d'avril 2013, par la coalition des opposants, alors que la situation économique était au plus mal.
Atef Saïd, chercheur en sociologie politique à l’université du Michigan et avocat égyptien des droits de l’homme, a publié une analyse des décisions politiques souvent contradictoires du gouvernement de Morsi qui s'expliquent par le désir d'assurer à tous les niveaux de l'État et de l'économie des places aux Frères musulmans.
Lors d'une conférence tenue le 15 juin 2013, Morsi appelle à une intervention égyptienne dans la guerre civile syrienne. L'armée refuse de s'impliquer dans cette guerre expliquant que son rôle consiste uniquement à protéger les frontières égyptiennes. Bien que la constitution égyptienne déclare le président chef suprême des forces armées, ces dernières sont indépendantes du contrôle civil,. Le vendredi 28 juin, des manifestations contre le président Morsi s'étendent à travers les villes égyptiennes — dont Le Caire, Alexandrie, Daqahliyah, Gharbeya et Assouan — comme « avant-goût » des prochaines grandes manifestations attendues le 30 juin. Des supporters pro-Morsi ont également manifesté à Nasr City (en).

## Événements
Le 7 juillet 2012, une semaine après sa prise de fonction, Morsi rétablit l'Assemblée du Peuple. Le 14 du même mois, Hillary Clinton est huée lors de sa visite en Égypte par des opposants au président. Le 24 juillet, Hicham Qandil est désigné Premier ministre à la place de Kamal al-Ganzouri et forme son gouvernement le 1er août suivant.
Le 28 juillet, Morsi discute pour la première fois avec le Premier ministre du Hamas de l'ouverture d'une ambassade à Gaza.
Le 1er août, Morsi gracie et libère 17 islamistes emprisonnés durant l’ère Moubarak. Parmi les personnes relâchées, on compte des membres du groupe Al Gama’a Al Islamiya emprisonnés pour une insurrection armée dans les années ’90 et d’autres du groupe Jihad islamique, l’organisation responsable de l’assassinat du président Anouar Sadate en 1981,,.
Le jour-même, des incidents confessionnels entre coptes et musulmans provoquent la mort d'une personne et des dizaines de blessés dans le village de Dahchour. Environ 120 familles coptes ont dû fuir leurs maisons pour éviter les violences,.
Le 8 août, une attaque contre un poste-frontière entre l'Égypte et Israël, qui a suscité des protestations anti-Morsi,.
Le 12 août, Morsi ordonne à Mohamed Hussein Tantawi et le chef de renseignement à démissionner quelques jours après l'attaque et nomme Abdel Fattah al-Sisi à sa place comme ministre de la Défense. En même temps, il annule une déclaration constitutionnelle précédente qui était soutenu par l'armée et qui vidait son autorité présidentielle. Il la remplace par sa propre législation qui lui donne plus de pouvoir judiciaire afin de rédiger librement la nouvelle constitution.
Le 29 août 2012, le gouvernement négocie un prêt controversé avec le Fonds Monétaire International soutenu par les États-Unis, provoquant des protestations anti-FMI par la gauche,,.
Le 4 septembre 2012, les États-Unis promettent un allègement de 1 milliard de dollars de la dette de l’Égypte pour « promouvoir la démocratie »,.
Le 10 octobre 2012, début de la crise politique entre Morsi et le procureur général Abdel Meguid Mahmoud.
Le 22 novembre 2012, le porte-parole de la présidence annonce à la télévision une «déclaration constitutionnelle» selon laquelle le président Morsi élargit ses pouvoirs, en particulier face à l’appareil judiciaire dont il écarte le procureur général qu’il n'était pas parvenu à démettre de ses fonctions le mois dernier, nommant un autre pour quatre ans. Il décide également qu’aucune instance judiciaire ne pouvait dissoudre la commission chargée de rédiger la future Constitution,.